# W Podróż
W Podróż – ogólnopolskie pismo o charakterze lifestylowym, wydawane na zlecenie spółki PKP Intercity. Magazyn „W Podróż” jest dostępny w składach kategorii EIP i EIC, ale także w pociągach FLIRT3 i PesaDART (kategorii IC).
Tematyka obejmuje m.in. wywiady z gwiazdami, turystykę krajową i zagraniczną, zapowiedzi wydarzeń kulturalnych, sport, technologię, naukę, hobby, psychologię, zdrowie, urodę, modę, rekreację czy kuchnię. 
Od lipca 2009 nakład kontrolowany przez Związek Kontroli Dystrybucji Prasy.
W 2014 magazyn W Podróży zajął drugie miejsce w konkursie Globalny Format 2014.
Z początkiem czerwca 2017 roku w ramach przetargu wybrało nowego wydawcę magazynu pokładowego. Dotychczasowy miesięcznik „W Podróży” zastąpił nowe wydawnictwo o odświeżonym tytule: „W Podróż”. Do września 2022 r. za wydawanie miesięcznika odpowiedzialne było poznańskie wydawnictwo Skivak.  
Od października 2022 r. wydawcą "W Podróż" jest agencja Time4 z Tychów. 